# Gil Vianna
Gil Manhães Vianna Júnior, bekannt als Gil Vianna, (* 10. Juli 1965 in Campos dos Goytacazes, Bundesstaat Rio de Janeiro, Brasilien; † 19. Mai 2020 ebendort) war ein brasilianischer Politiker und Polizist.
Gil Vianna, war zunächst lange Zeit Militärpolizist, bevor er 2009 erstmals zum Stadtrat seiner Heimatstadt Campos dos Goytacazes gewählt wurde. Dieses Amt hatte er bis 2016 inne. Von 2011 bis 2016 war er Mitglied des Partido da República.
Er hatte sich 2014 als Abgeordneter im Heimatstaat zur Wahl gestellt, erreichte aber nur einen Stellvertreterplatz, den er 2017 für Pedro Fernandes Neto einnehmen konnte, nachdem dieser in die Landesregierung von Gouverneur Luiz Fernando Pezão eingetreten war. Dann folgte die Wahl mit 28.636  gültigen Stimmen zum Abgeordneten der Legislativversammlung des Bundesstaats Rio de Janeiro im Jahr 2018 für die 12. Legislaturperiode, der er bis zu seinem Tod angehörte. Dabei vertrat er zunächst den Partido Socialista Brasileiro, später dann den Partido Social Liberal. Er war mit dem Sohn von Jair Bolsonaro, Flávio Bolsonaro, befreundet.
Gil Vianna wurde am 11. Mai 2020 mit Anzeichen für COVID-19 ins Krankenhaus gebracht, wo er dann am 19. Mai 2020 verstorben ist.